# 列文 (建築師)
列文（俄语：Владимир Карлович Гольденштедт，1878年4月23日—？） 是一位俄羅斯工程师和建築師。他曾為海參崴和上海設計建築。

## 生平
列文生於海參崴，後來前往圣彼得堡讀書。之後又回到了海參崴，並參與海參崴多個建築的設計。
1913年，列文前往伯力並幫當地設計了監獄建築群。
1922年，列文與家人移居上海，並參與設計亚尔培公寓以及南昌大楼。
1956年，列文與家人移居美國。